# Kendall Brodie
Kendall Brodie (* 21. November 1991 in Paddington, Sydney) ist eine australische Ruderin. Sie gewann bis 2024 bei Weltmeisterschaften eine Silbermedaille und zwei Bronzemedaillen.

## Sportliche Karriere
Die 1,67 Meter große Kendall Brodie graduierte 2015 im Fach Design an der University of New South Wales in Sydney. Nachdem seit 2017 Männer- und Frauen-Achter von Männern oder Frauen gesteuert werden dürfen, war Kendall Brodie vom Sydney Rowing Club 2018 die erste Steuerfrau im australischen Männer-Achter.
Der australische Männer-Achter gewann bei den Weltmeisterschaften in Plowdiw die Silbermedaille mit 1,8 Sekunden Rückstand auf den Deutschland-Achter und 0,03 Sekunden Vorsprung auf die Briten. 2019 belegte der Achter mit einer halben Sekunde Rückstand auf die drittplatzierten Briten den vierten Platz bei den Weltmeisterschaften in Linz/Ottensheim. Bei den erst 2021 ausgetragenen Olympischen Spielen in Tokio wurde der Achter von Stuart Sim gesteuert.
2022 bei den Weltmeisterschaften in Račice u Štětí war Brodie wieder Steuerfrau des Männer-Achters. Die Australier wurden Dritte hinter Briten und Niederländern, wobei sie das Ziel 2,2 Sekunden hinter den Niederländern erreichten. 2023 gewann der australische Achter beim Weltcup in Luzern, es war der erste Weltcup-Sieg eines australischen Männer-Achters seit 1986. Bei den Weltmeisterschaften 2023 in Belgrad siegte erneut der britische Achter vor den Niederländern, die Australier erruderten eine Sekunde dahinter die Bronzemedaille. Im Jahr darauf belegte der australische Achter den sechsten Platz bei den Olympischen Spielen in Paris.